# 390. pr. n. št.
390. pr. n. št. je prvo desetletje v 4. stoletju pr. n. št. med letoma 399 pr. n. št. in 390 pr. n. št.. 